# Cylindera trisignata
Cylindera trisignata is een keversoort uit de familie van de loopkevers (Carabidae). De wetenschappelijke naam van de soort werd in 1822 gepubliceerd door Pierre François Marie Auguste Dejean.